# Byzantská řečtina
Byzantská řečtina nebo také středověká řečtina, případně střední řečtina, je označení pro vývojové období řečtiny zhruba od 5. či 6. století našeho letopočtu do pádu Konstantinopole v roce 1453. Označení středověká odkazuje k tomu, že dané období se zhruba shoduje se středověkem, označení byzantská k tomu, že se jedná o období, kdy řečtina vzkvétala v rámci Byzantské říše, která se po pádu Západořímské říše v roce 476 stala klíčovou evropskou velmocí a jíž byla od roku 610 úředním jazykem.
V rámci vývoje řečtiny navazovala byzantská řečtina především na koiné, neboli novozákonní řečtinu, s výraznějšími vlivy attičtiny, a jejím nástupcem se stala novořečtina.

## Zvuková podoba
Předpokládá se, že k většině fonetických změn mezi klasickou starořečtinou před obdobím helénismu a moderní řečtinou došlo nejpozději právě během éry byzantské řečtiny, případně už v rámci novozákonní řečtiny. To se týká zejména přechodu z tonálního přízvuku na přízvuk důrazem. Zároveň se počet samohlásek ustálil na menším počtu, přičemž se ztratilo rozlišení délky a zmizely dvojhlásky.

### Samohlásky
| Type         | přední         | přední          | zadní        |
| Type         | nezaokrouhlená | zaokrouhlená    | zaokrouhlená |
| ------------ | -------------- | --------------- | ------------ |
| zavřená      | /i/ ι, ει, η   | (/y/) υ, οι, υι | /u/ ου       |
| polootevřená | /e̞/ ε, αι      |                 | /o̞/ ο, ω     |
| otevřená     | /a/ α          | /a/ α           | /a/ α        |

## Slovní zásoba
Zejména v počátcích Byzantské říše přejala byzantská řečtina množství slov z latiny. Příkladem jsou slova Αὔγουστος (Augustus), ταβέρνα (tavern) a φλάσκα (flasco). Méně častá, ale rovněž zastoupená jsou i slova z jiných jazyků, s kterými byla Byzantská říše ve styku, mj. z francouzštiny, z albánštiny, z turečtiny, arabštiny i ze slovanského jazykového okruhu.